# 婦女隊

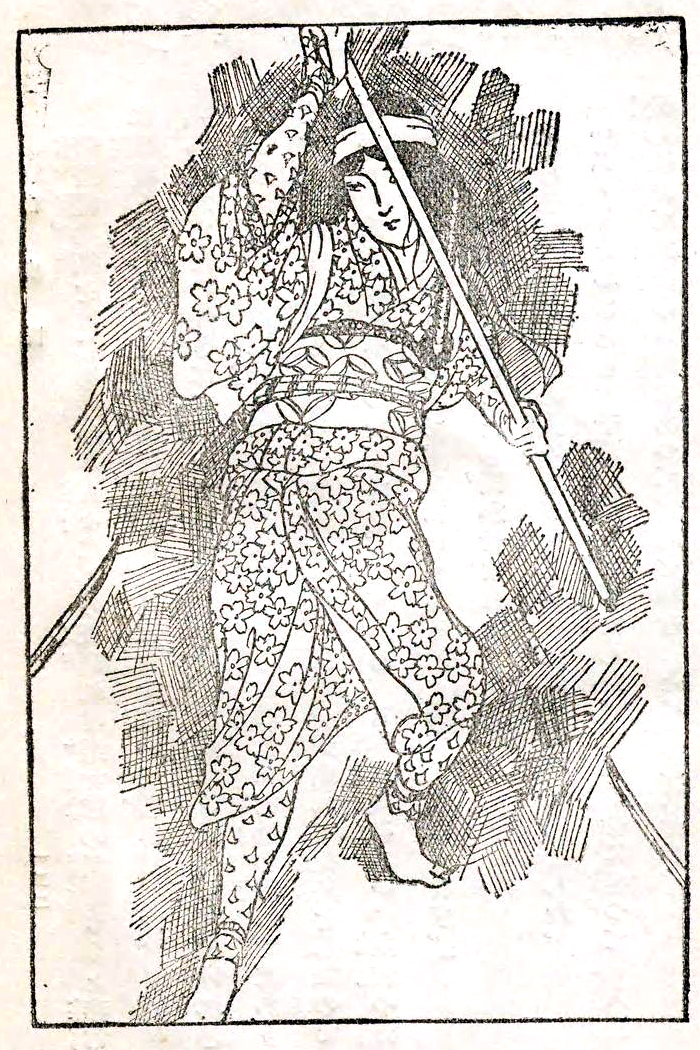
幕末維新勤王志士物語叢書：『白虎隊』より「婦女隊の奮戦」

婦女隊（ふじょたい）は、会津戦争において、会津藩江戸詰勘定役中野平内の長女、中野竹子らにより自発的に組織された女性だけの郷里防衛隊である。

## 名称
娘子軍（じょうしぐん）、娘子隊（じょうしたい）と呼ばれることもある。娘子軍は、女性だけの参加する軍隊をさす普通名詞である。
後世の新島八重（山本八重子）証言では、中野こう子は入城後に合流した八重に対し「なぜ娘子軍に加はりませんでした」と発言したとされる。参加者の水島（依田）菊子証言でも「娘子軍に就ては、貴著と重複になりますが、御参考までに初めから申すと」云々、蒲生（中野）優子証言でも「娘子軍の一人などゝいはるゝ程の働きはいたして居りません」「元来娘子軍はいざといふ場合には二十人余も出陣することに語合居ました様です」とされ、当事者証言を収めた『会津戊辰戦史 増補白虎隊娘子軍高齢者之健闘』（改訂増補第四版）も「娘子軍」表記を採用している（文中361、492、498、499、500頁など）。
ほかには、参加者らは娘子軍や婦女隊と呼び合い、『会津戊辰戦史』でも特に隊名を記さず、単に「女隊」と表記している、と記述するものもあり、また娘子軍は後になって『会津戊辰戦史』の編著者平石弁蔵が便宜的に命名したもので、当時の会津には存在しなかった呼称であるとする説もある。当項目では「婦女隊」で統一する。

## 概要
鳥羽・伏見の戦いの敗報を聞いた会津藩武家の婦女子たちの中には、主君や戦死した夫のため雪辱を果たすとして薙刀の稽古を始めたグループがあった。西郷とみ子、永井定子、門奈りゑ、依田姉妹ら6、7名である。慶応4年（1868年）8月23日、新政府軍が鶴ヶ城（若松城）下へ進攻してくると、依田姉妹は今こそ会津武士道の誉れを見せんと断髪し、武装して、自らも加わろうとする老母を押しとどめて家を出ると、道すがらに、岡村すみ子、次いで中野母子3名と合流した。
城から来た侍から前会津藩主松平容保の義姉にあたる照姫が会津坂下に避難していると聞いたことから、これに合流して姫を護衛しようと会津坂下に向かったが、誤報だったために発見できなかった。すでに城門は閉ざされており、やむなく、会津坂下の法界寺に宿泊した。すると24日、付近の高瀬村に会津勢が通ったので、指揮官の家老萱野権兵衛に従軍を申し出たが、「会津藩は力尽きて婦人までも戦わしめたと嘲られる」という理由で拒否された。しかしさらに食い下がって、部隊長である町野主水に掛け合って、従軍が叶わなければ自害すると迫ったので、翌日先鋒となる古屋佐久左衛門の衝鋒隊の攻撃に加わることが許された。
翌25日、宿願叶い戦闘に参加することになった。捕縛されて辱めを受けることも非常に恐れた婦女隊は文字通り死を決していて、涙橋の戦いで壮絶な奮戦を見せた。新政府軍の大垣・長州勢は衝鋒隊に女子が混ざっているのを嘲笑って生捕ろうとするが、その武勇に驚き、慌てて銃を取り、銃弾の雨を降らした。
薙刀で突進した中野竹子は額に銃弾を受けて戦死した。首級を奪われることをよしとしなかったので、妹優子はすでに息絶えた姉を介錯してその首を白羽二重に包んで回収した。なお、竹子は胸を撃たれて倒れたという説もあり、その場合はまだ息があって自ら優子に介錯を頼んだという話となる。
軍事奉行添役として鳥羽・伏見の戦いの不手際で自害させられた神保修理の未亡人で、美貌で知られた神保雪子は、同じくこの戦いで戦死したとも、捕縛されたとも言う。一説には、雪子は大垣兵に生け捕りにされた際に会津坂下長命寺に幽閉され、解放もされないので、脇差で自刃したという。経過は不明だが、いずれにしてもこの日に彼女も死亡した。
生き残った婦女隊の面々は、衝鋒隊、町野隊らに従い、高瀬村まで退却した。ここで萱野権兵衛は軍奉行柴太一郎と共に婦女隊を見舞った。血潮に染まった衣服で薙刀に初陣の手柄の跡が残っていると言う面々に涙を流して感服したが、「今日の実戦は大筒小筒の争いである」と諭して「婦女子が戦場の露と消えるは我らの本意にあらず」と再度説得。婦女隊は事実上、解散となった。
その後、彼女たちは、数日間、涙橋周辺に留まってから鶴ヶ城に入り、他の女性と同様に籠城の支援に回った。同城下での戦闘では、極めて多くの藩士の妻や子女が自害している。

## 婦女隊の服装、武装
頭髪は（肩に届かないほどに）斬髪し、男姿となり、頭には白羽二重の鉢巻きをして、着物は女の着物に袴という服装。
武器は大小の刀に薙刀であったが、新島八重は刀や薙刀ではなく鉄砲で戦うべきと考え、婦女隊には参加しなかった。
着物については、以下の服装であったとされる。
- 中野こう子　鼠がかった黒の着物
- 中野竹子　青みがかった縮緬の着物
- 中野優子　紫の縮緬の着物
- 依田まき子　浅黄がかった着物
- 依田菊子　縦縞の入った小豆色の縮緬の着物
- 岡村ます子　鼠がかった黒の着物

## 婦女隊士構成
- 中野こう子（中野平内の妻、竹子らの母、44歳）
- 中野竹子（20歳または22歳）
- 中野優子（竹子の妹、16歳）
- 神保雪子（神保修理の未亡人、23歳）
- 依田まき子（藩士依田源治の未亡人、35歳）
- 依田菊子（まき子の妹、18歳）
- 岡村ます子（30歳）
- 平田小蝶[18]（藩士平田門十郎の次女[19]・江戸の赤岡大輔の養女として竹子の義妹[20]、18歳）
- 平田吉子[21]（小蝶の妹、16歳）
- 小池池旭 (44歳)

をはじめとした二十余名。中野竹子は隊長という説があるが、年長者である中野こう子が指図役（実質的な指導者）であったとする説もある。基本的には母子・姉妹・知人友人の集まりであって、組織らしい組織をもっていなかったので、上下の差はなく結成時に隊長という定義はなかった。

## 関連作品
- 八重の桜 - 前半の会津編に登場する。
- 「戊辰の紅葉」

同名の『戊辰之紅葉』（二瓶由民著、明治23年刊）を基にして書かれた小説。福島県会津若松市の合同会社アレックのご当地萌えキャラ企画「萌えの桜」でスピンオフ題材として再構成。